# Tianlian 1B
Tianlian 1B (Simplified Chinese: 天链一号02, Traditional Chinese: 天鏈一號02, oder Tianlian I-02) ist ein chinesischer Bahnverfolgungs- und Relaissatellit.
Er wurde am 11. Juli 2011 durch eine Rakete des Typs Langer Marsch 3C vom Kosmodrom Xichang auf eine geostationäre Transferbahn gebracht und schließlich bei 171,1° östlicher Länge positioniert. Von dort lieferte Tianlian 1B zusammen mit dem am 25. April 2008 gestarteten Tianlian 1A (77° östliche Länge) bei den  bemannten Raumflügen Chinas Bahn- und Navigationsdaten und ermöglichte eine verbesserte Kommunikation mit den Raumfahrern. Der auf dem Satellitenbus DFH-3A basierende Satellit wurde von der Chinesischen Akademie für Weltraumtechnologie (CAST) entwickelt und gebaut, der Führungsgesellschaft der China Aerospace Science and Technology Corporation für das Geschäftsfeld Raumflugkörper.
Tianlian 1B wurde nach fünf Jahren durch den am 22. November 2016 gestarteten Tianlian 1D ersetzt und auf 166,2° östliche Länge verschoben. Danach diente der Satellit als Reserve und kam zum Beispiel am 23. Juli 2020 beim Start der Marssonde Tianwen-1 zum Einsatz.